# Repêchage d'entrée dans la LNH 1988
1987 1989
Le repêchage d'entrée dans la Ligue nationale de hockey 1988 a eu lieu au Forum de Montréal (Québec).
Quelque temps après le repêchage classique, un autre repêchage supplémentaire eut lieu afin de permettre aux franchises de la LNH de choisir des jeunes joueurs de hockey qui ne pouvaient pas participer au repêchage classique.

## Sélections par tour[1],[2],[3]
Les sigles suivants seront utilisés dans les tableaux pour parler des ligues mineures:
- OHL : Ligue de hockey de l'Ontario.
- LHJMQ : Ligue de hockey junior majeur du Québec.
- NCAA : National Collegiate Athletic Association
- WHL : Ligue de hockey de l'ouest
- WHA : Association mondiale de hockey
- Extraliga : Championnat de Tchécoslovaquie de hockey sur glace
- SM-liiga : Championnat de Finlande de hockey sur glace
- Elitserien : Championnat de Suède de hockey sur glace
- Superliga : Championnat de Russie de hockey sur glace
- DEL : Deutsche Eishockey-Liga, championnat d'Allemagne de hockey sur glace

### 1ertour
| Rang | Joueur             | Nationalité | Équipe LNH               | Repêché de                          |
| ---- | ------------------ | ----------- | ------------------------ | ----------------------------------- |
| 1    | Mike Modano        | États-Unis  | North Stars du Minnesota | Raiders de Prince Albert (WHL)      |
| 2    | Trevor Linden      | Canada      | Canucks de Vancouver     | Tigers de Medicine Hat (WHL)        |
| 3    | Curtis Leschyshyn  | Canada      | Nordiques de Québec      | Blades de Saskatoon (WHL)           |
| 4    | Darrin Shannon     | Canada      | Penguins de Pittsburgh   | Spitfires de Windsor (OHL)          |
| 5    | Daniel Doré        | Canada      | Nordiques de Québec      | Voltigeurs de Drummondville (LHJMQ) |
| 6    | Scott Pearson      | Canada      | Maple Leafs de Toronto   | Canadians de Kingston (OHL)         |
| 7    | Martin Gélinas     | Canada      | Kings de Los Angeles     | Olympiques de Hull (LHJMQ)          |
| 8    | Jeremy Roenick     | États-Unis  | Blackhawks de Chicago    | Académie Thayer (Mass.)             |
| 9    | Rod Brind'Amour    | Canada      | Blues de Saint-Louis     | Académie de Notre Dame (Sask.)      |
| 10   | Teemu Selänne      | Finlande    | Jets de Winnipeg         | Jokerit Helsinki (SM-liiga)         |
| 11   | Chris Govedaris    | Canada      | Whalers de Hartford      | Marlboros de Toronto (OHL)          |
| 12   | Corey Foster       | Canada      | Devils du New Jersey     | Petes de Peterborough (OHL)         |
| 13   | Joel Savage        | Canada      | Sabres de Buffalo        | Cougars de Victoria (WHL)           |
| 14   | Claude Boivin      | Canada      | Flyers de Philadelphie   | Voltigeurs de Drummondville (LHJMQ) |
| 15   | Réginald Savage    | Canada      | Capitals de Washington   | Tigres de Victoriaville (LHJMQ)     |
| 16   | Kevin Cheveldayoff | Canada      | Islanders de New York    | Wheat Kings de Brandon (WHL)        |
| 17   | Kory Kocur         | Canada      | Red Wings de Détroit     | Blades de Saskatoon (WHL)           |
| 18   | Robert Cimetta     | Canada      | Bruins de Boston         | Marlboros de Toronto (OHL)          |
| 19   | François Leroux    | Canada      | Oilers d'Edmonton        | Castors de Saint-Jean (LHJMQ)       |
| 20   | Éric Charron       | Canada      | Canadiens de Montréal    | Draveurs de Trois-Rivières (LHJMQ)  |
| 21   | Jason Muzzatti     | Canada      | Flames de Calgary        | Spartans de Michigan State (NCAA)   |

### 2etour
| Rang | Joueur             | Nationalité | Équipe LNH               | Repêché de                           |
| ---- | ------------------ | ----------- | ------------------------ | ------------------------------------ |
| 22   | Troy Mallette      | Canada      | Rangers de New York      | Greyhounds de Sault Ste. Marie (OHL) |
| 23   | Jeff Christian     | Canada      | Devils du New Jersey     | Knights de London (OHL)              |
| 24   | Stéphane Fiset     | Canada      | Nordiques de Québec      | Tigres de Victoriaville (LHJMQ)      |
| 25   | Mark Major         | Canada      | Penguins de Pittsburgh   | Centennials de North Bay (OHL)       |
| 26   | Murray Duval       | Canada      | Rangers de New York      | Chiefs de Spokane (WHL)              |
| 27   | Tie Domi           | Canada      | Maple Leafs de Toronto   | Petes de Peterborough (OHL)          |
| 28   | Paul Holden        | Canada      | Kings de Los Angeles     | Knights de London (OHL)              |
| 29   | Wayne Doucet       | Canada      | Islanders de New York    | Steelhawks de Hamilton (OHL)         |
| 30   | Adrien Plavsic     | Canada      | Blues de Saint-Louis     | Wildcats du New Hampshire (NCAA)     |
| 31   | Russell Romaniuk   | Canada      | Jets de Winnipeg         | Équipe Jr. A de St. Boniface         |
| 32   | Barry Richter      | États-Unis  | Whalers de Hartford      | Académie militaire de Culver (Ind.)  |
| 33   | Leif Rohlin        | Suède       | Canucks de Vancouver     | VIK Västerås HK (Elitserien)         |
| 34   | Martin Saint-Amour | Canada      | Canadiens de Montréal    | Canadiens junior de Verdun (LHJMQ)   |
| 35   | Pat Murray         | Canada      | Flyers de Philadelphie   | Spartans de Michigan State (NCAA)    |
| 36   | Tim Taylor         | Canada      | Capitals de Washington   | Knights de London (OHL)              |
| 37   | Sean LeBrun        | Canada      | Islanders de New York    | Bruins de New Westminster (WHL)      |
| 38   | Serge Anglehart    | Canada      | Red Wings de Détroit     | Voltigeurs de Drummondville (LHJMQ)  |
| 39   | Petro Koivunen     | Finlande    | Oilers d'Edmonton        | Kiekko-Espoo (SM-liiga)              |
| 40   | Link Gaetz         | Canada      | North Stars du Minnesota | Chiefs de Spokane (WHL)              |
| 41   | Wade Bartley       | Canada      | Capitals de Washington   | Équipe Jr. A de Dauphin              |
| 42   | Todd Harkins       | États-Unis  | Flames de Calgary        | Redhawks de Miami (Ohio) (NCAA)      |

### 3etour
| Rang | Joueur              | Nationalité     | Équipe LNH               | Repêché de                         |
| ---- | ------------------- | --------------- | ------------------------ | ---------------------------------- |
| 43   | Shaun Kane          | États-Unis      | North Stars du Minnesota | Équipe jr. B de Springfield        |
| 44   | Dane Jackson        | Canada          | Canucks de Vancouver     | Équipe tier 2 de Vernon (BC)       |
| 45   | Petri Aaltonen      | Finlande        | Nordiques de Québec      | HIFK (SM-liiga)                    |
| 46   | Neil Carnes         | Canada          | Canadiens de Montréal    | Canadiens junior de Verdun (LHJMQ) |
| 47   | Guy Dupuis          | Canada          | Red Wings de Détroit     | Olympiques de Hull (LHJMQ)         |
| 48   | Peter Ing           | Canada          | Maple Leafs de Toronto   | Spitfires de Windsor (OHL)         |
| 49   | John Van Kessel     | Canada          | Kings de Los Angeles     | Centennials de North Bay (OHL)     |
| 50   | Trevor Dam          | Canada          | Blackhawks de Chicago    | Knights de London (OHL)            |
| 51   | Rob Fournier        | Canada          | Blues de Saint-Louis     | Centennials de North Bay (OHL)     |
| 52   | Stéphane Beauregard | Canada          | Jets de Winnipeg         | Castors de Saint-Jean (LHJMQ)      |
| 53   | Trevor Sim          | Canada          | Oilers d'Edmonton        | Thunderbirds de Seattle (WHL)      |
| 54   | Zdeno Cíger         | Tchécoslovaquie | Devils du New Jersey     | Martimex ZTS Martin HC (Slovaquie) |
| 55   | Darcy Loewen        | Canada          | Sabres de Buffalo        | Chiefs de Spokane (WHL)            |
| 56   | Craig Fisher        | Canada          | Flyers de Philadelphie   | Équipe Jr. B d'Oshawa              |
| 57   | Duane Derksen       | Canada          | Capitals de Washington   | Équipe Jr. A de Winkler            |
| 58   | Danny Lorenz        | Canada          | Islanders de New York    | Thunderbirds de Seattle (WHL)      |
| 59   | Petr Hrbek          | Tchécoslovaquie | Red Wings de Détroit     | Sparta Prague (Extraliga)          |
| 60   | Steve Heinze        | États-Unis      | Bruins de Boston         | Académie Lawrence (Mass.)          |
| 61   | Collin Bauer        | Canada          | Oilers d'Edmonton        | Blades de Saskatoon (WHL)          |
| 62   | Daniel Gauthier     | Canada          | Penguins de Pittsburgh   | Tigres de Victoriaville (LHJMQ)    |
| 63   | Dominic Roussel     | Canada          | Flyers de Philadelphie   | Draveurs de Trois-Rivières (LHJMQ) |

### 4etour
| Rang | Joueur           | Nationalité | Équipe LNH               | Repêché de                           |
| ---- | ---------------- | ----------- | ------------------------ | ------------------------------------ |
| 64   | Jeff Stolp       | États-Unis  | North Stars du Minnesota | Greenway HS (Minn.)                  |
| 65   | Matt Ruchty      | Canada      | Devils du New Jersey     | Falcons de Bowling Green (NCAA)      |
| 66   | Darin Kimble     | Canada      | Nordiques de Québec      | Raiders de Prince Albert (WHL)       |
| 67   | Mark Recchi      | Canada      | Penguins de Pittsburgh   | Blazers de Kamloops (WHL)            |
| 68   | Tony Amonte      | États-Unis  | Rangers de New York      | Académie Thayer (Mass.)              |
| 69   | Ted Crowley      | États-Unis  | Maple Leafs de Toronto   | Académie Lawrence (Mass.)            |
| 70   | Rob Blake        | Canada      | Kings de Los Angeles     | Falcons de Bowling Green (NCAA)      |
| 71   | Stefan Elvenes   | Suède       | Blackhawks de Chicago    | Rögle BK (Elitserien)                |
| 72   | Jaan Luik        | Canada      | Blues de Saint-Louis     | Redhawks de Miami (NCAA)             |
| 73   | Brian Hunt       | Canada      | Jets de Winnipeg         | Generals d'Oshawa (OHL)              |
| 74   | Dean Dyer        | Canada      | Whalers de Hartford      | Lakers de Lake Superior State (NCAA) |
| 75   | Scott Luik       | Canada      | Devils du New Jersey     | Redhawks de Miami (NCAA)             |
| 76   | Keith E. Carney  | États-Unis  | Sabres de Buffalo        | Mount St. Charles H.S. (R.I.)        |
| 77   | Scott LaGrand    | États-Unis  | Flyers de Philadelphie   | École Hotchkiss (Conn.)              |
| 78   | Rob Krauss       | Canada      | Capitals de Washington   | Broncos de Lethbridge (WHL)          |
| 79   | André Brassard   | Canada      | Islanders de New York    | Draveurs de Trois-Rivières (LHJMQ)   |
| 80   | Sheldon Kennedy  | Canada      | Red Wings de Détroit     | Broncos de Swift Current (WHL)       |
| 81   | Joé Juneau       | Canada      | Bruins de Boston         | Engineers de Rensselaer (NCAA)       |
| 82   | Cam Brauer       | Canada      | Oilers d'Edmonton        | Engineers de Rensselaer (NCAA)       |
| 83   | Patric Kjellberg | Suède       | Canadiens de Montréal    | Falun (Elitserien)                   |
| 84   | Gary Socha       | États-Unis  | Flames de Calgary        | Académie Tabor (Mass.)               |

### 5etour
| Rang | Joueur               | Nationalité      | Équipe LNH             | Repêché de                          |
| ---- | -------------------- | ---------------- | ---------------------- | ----------------------------------- |
| 85   | Tomas Forslund       | Suède            | Flames de Calgary      | Leksands IF (Elitserien)            |
| 86   | Leonard Esau         | Canada           | Maple Leafs de Toronto | Équipe tier 2 d'Humboldt (Sask.)    |
| 87   | Stéphane Venne       | Canada           | Nordiques de Québec    | Catamounts du Vermont (NCAA)        |
| 88   | Greg Andrusak        | Canada           | Penguins de Pittsburgh | Bulldogs de Minnesota-Duluth (NCAA) |
| 89   | Aleksandr Moguilny   | Union soviétique | Sabres de Buffalo      | HK CSKA Moscou (Superliga)          |
| 90   | Scott Matusovich     | États-Unis       | Flames de Calgary      | Canterbury H.S. (Conn.)             |
| 91   | Jeff Robison         | États-Unis       | Kings de Los Angeles   | Mount St. Charles H.S. (R.I.)       |
| 92   | Joe Cleary           | États-Unis       | Blackhawks de Chicago  | Équipe Jr. B de Stratford           |
| 93   | Peter Popovic        | Suède            | Canadiens de Montréal  | Vasteras IK (Elitserien)            |
| 94   | Tony Joseph          | Canada           | Jets de Winnipeg       | Generals d'Oshawa (OHL)             |
| 95   | Scott Morrow         | États-Unis       | Whalers de Hartford    | Northwood Prep (N.Y.)               |
| 96   | Chris Nelson         | États-Unis       | Devils du New Jersey   | Équipe Jr. A de Rochester (Minn.)   |
| 97   | Rob Ray              | Canada           | Sabres de Buffalo      | Royals de Cornwall (OHL)            |
| 98   | Edward O'Brien       | États-Unis       | Flyers de Philadelphie | Académie Cushing (Mass.)            |
| 99   | Martin Bergeron      | Canada           | Rangers de New York    | Voltigeurs de Drummondville (LHJMQ) |
| 100  | Paul Rutherford      | Canada           | Islanders de New York  | Buckeyes d'Ohio State (NCAA)        |
| 101  | Ben Lebeau           | Canada           | Jets de Winnipeg       | Warriors de Merrimack (NCAA)        |
| 102  | Dan Murphy           | États-Unis       | Bruins de Boston       | Gunnery H.S. (CT)                   |
| 103  | Don Martin           | Canada           | Oilers d'Edmonton      | Knights de London (OHL)             |
| 104  | Jean-Claude Bergeron | Canada           | Canadiens de Montréal  | Canadiens junior de Verdun (LHJMQ)  |
| 105  | Dave LaCouture       | États-Unis       | Blues de Saint-Louis   | Natick H.S. (Mass.)                 |

### 6etour
| Rang | Joueur                | Nationalité      | Équipe LNH             | Repêché de                           |
| ---- | --------------------- | ---------------- | ---------------------- | ------------------------------------ |
| 106  | David DiVita          | États-Unis       | Sabres de Buffalo      | Lakers de Lake Superior State (NCAA) |
| 107  | Corrie D'Alessio      | Canada           | Canucks de Vancouver   | Big Red de Cornell (NCAA)            |
| 108  | Ed Ward               | Canada           | Nordiques de Québec    | Wildcats de Northern Michigan (NCAA) |
| 109  | Micah Aivazoff        | Canada           | Kings de Los Angeles   | Cougars de Victoria (WHL)            |
| 110  | Dennis Vial           | Canada           | Rangers de New York    | Steelhawks d'Hamilton (OHL)          |
| 111  | Pavel Gross           | Tchécoslovaquie  | Islanders de New York  | Sparta Prague (Extraliga)            |
| 112  | Robert Larsson        | Suède            | Kings de Los Angeles   | Skelleftea (Elitserien)              |
| 113  | Justin Lafayette      | Canada           | Blackhawks de Chicago  | Université de Ferris State (NCAA)    |
| 114  | Dan Fowler            | Canada           | Blues de Saint-Louis   | Black Bears du Maine (NCAA)          |
| 115  | Ron Jones             | États-Unis       | Jets de Winnipeg       | Spitfires de Windsor (OHL)           |
| 116  | Corey Beaulieu        | Canada           | Whalers de Hartford    | Thunderbirds de Seattle (WHL)        |
| 117  | Chad Johnson          | Canada           | Devils du New Jersey   | Équipe Jr. A de Rochester (Minn.)    |
| 118  | Mike McLaughlin       | États-Unis       | Sabres de Buffalo      | Académie Choate (Conn.)              |
| 119  | Gord Frantti          | États-Unis       | Flyers de Philadelphie | Calumet H.S. (Mich.)                 |
| 120  | Dmitri Khristich      | Union soviétique | Capitals de Washington | Sokol Kiev (Superliga)               |
| 121  | Jason Rathbone        | États-Unis       | Islanders de New York  | Brookline H.S. (Mass.)               |
| 122  | Philip Von Stefenelli | Canada           | Canucks de Vancouver   | Terriers de Boston (NCAA)            |
| 123  | Derek Geary           | États-Unis       | Bruins de Boston       | Gloucester H.S. (Mass.)              |
| 124  | Len Barrie            | Canada           | Oilers d'Edmonton      | Cougars de Victoria (WHL)            |
| 125  | Patrik Carnbäck       | Suède            | Canadiens de Montréal  | Frölunda HC (SWE-2)                  |
| 126  | Jonas Bergqvist       | Suède            | Flames de Calgary      | Leksands IF (Elitserien)             |

### 7etour
| Rang | Joueur          | Nationalité      | Équipe LNH             | Repêché de                           |
| ---- | --------------- | ---------------- | ---------------------- | ------------------------------------ |
| 127  | Markus Akerblom | Suède            | Jets de Winnipeg       | IF Björklöven (Elitserien)           |
| 128  | Dixon Ward      | Canada           | Canucks de Vancouver   | Équipe tier 2 de Red Deer            |
| 129  | Valeri Kamenski | Union soviétique | Nordiques de Québec    | HK CSKA Moscou (Superliga)           |
| 130  | Troy Mick       | Canada           | Penguins de Pittsburgh | Winter Hawks de Portland (WHL)       |
| 131  | Mike Rosati     | Canada           | Rangers de New York    | Steelhawks d'Hamilton (OHL)          |
| 132  | Matt Mallgrave  | États-Unis       | Maple Leafs de Toronto | St. Paul’s H.S. (N.H.)               |
| 133  | Jeff Kruesel    | États-Unis       | Kings de Los Angeles   | John Marshall H.S. (Minn.)           |
| 134  | Craig Woodcroft | Canada           | Blackhawks de Chicago  | Raiders de Colgate (NCAA)            |
| 135  | Matt Hayes      | États-Unis       | Blues de Saint-Louis   | New Hampton Prep (N.H.)              |
| 136  | Jukka Marttila  | Finlande         | Jets de Winnipeg       | Tappara Tampere (SM-liiga)           |
| 137  | Kerry Russell   | Canada           | Whalers de Hartford    | Wolverines du Michigan (NCAA)        |
| 138  | Chad Erickson   | États-Unis       | Devils du New Jersey   | Warroad H.S. (Minn.)                 |
| 139  | Mike Griffith   | Canada           | Sabres de Buffalo      | 67 d'Ottawa (OHL)                    |
| 140  | Jamie Cooke     | Canada           | Flyers de Philadelphie | Équipe Jr.B de Bramalea (MTJHL)      |
| 141  | Keith Jones     | Canada           | Capitals de Washington | Équipe Jr.B de Niagara Falls         |
| 142  | Yves Gaucher    | Canada           | Islanders de New York  | Saguenéens de Chicoutimi (LHJMQ)     |
| 143  | Kelly Hurd      | Canada           | Red Wings de Détroit   | Huskies de Michigan Tech (NCAA)      |
| 144  | Brad Schlegel   | Canada           | Capitals de Washington | Knights de London (OHL)              |
| 145  | Mike Glover     | Canada           | Oilers d'Edmonton      | Greyhounds de Sault Ste. Marie (OHL) |
| 146  | Tim Chase       | États-Unis       | Canadiens de Montréal  | Académie Tabor (Mass.)               |
| 147  | Stefan Nilsson  | Suède            | Flames de Calgary      | HV 71 (Elitserien)                   |

### 8etour
| Rang | Joueur          | Nationalité | Équipe LNH               | Repêché de                          |
| ---- | --------------- | ----------- | ------------------------ | ----------------------------------- |
| 148  | Ken MacArthur   | Canada      | North Stars du Minnesota | Pioneers de Denver (NCAA)           |
| 149  | Greg Geldart    | Canada      | Canucks de Vancouver     | Équipe tier 2 de St. Albert         |
| 150  | Sakari Lindfors | Finlande    | Nordiques de Québec      | HIFK (SM-liiga)                     |
| 151  | Jeff Blaeser    | États-Unis  | Penguins de Pittsburgh   | St. John's Prep (Mass.)             |
| 152  | Eric Couvrette  | Canada      | Rangers de New York      | Castors de Saint-Jean (LHJMQ)       |
| 153  | Roger Elvenes   | Suède       | Maple Leafs de Toronto   | Rogle BK (Elitserien)               |
| 154  | Timo Peltomaa   | Finlande    | Kings de Los Angeles     | Ilves Tampere (SM-liiga)            |
| 155  | Jon Pojar       | États-Unis  | Blackhawks de Chicago    | Roseville H.S. (Minn.)              |
| 156  | John McCoy      | États-Unis  | Blues de Saint-Louis     | Edina H.S. (Minn.)                  |
| 157  | Mark Smith      | États-Unis  | Jets de Winnipeg         | Trinity-Pawling H.S. (N.Y.)         |
| 158  | Jim Burke       | États-Unis  | Whalers de Hartford      | Black Bears du Maine (NCAA)         |
| 159  | Bryan LaFort    | États-Unis  | Devils du New Jersey     | Waltham H.S. (Mass.)                |
| 160  | Dan Ruoho       | États-Unis  | Sabres de Buffalo        | Madison Memorial H.S. (Wisc.)       |
| 161  | Johann Salle    | Suède       | Flyers de Philadelphie   | Malmö Redhawks (Elitserien)         |
| 162  | Todd Hilditch   | Canada      | Capitals de Washington   | Penticton (BCJHL)                   |
| 163  | Marty McInnis   | États-Unis  | Islanders de New York    | Académie Milton (Mass.)             |
| 164  | Brian McCormack | États-Unis  | Red Wings de Détroit     | St. Paul’s H.S. (N.H.)              |
| 165  | Mark Krys       | Canada      | Bruins de Boston         | Terriers de Boston (NCAA)           |
| 166  | Shjon Podein    | États-Unis  | Oilers d'Edmonton        | Bulldogs de Minnesota-Duluth (NCAA) |
| 167  | Sean Hill       | États-Unis  | Canadiens de Montréal    | Duluth East H.S. (Minn.)            |
| 168  | Troy Kennedy    | Canada      | Flames de Calgary        | Wheat Kings de Brandon (WHL)        |

### 9etour
| Rang | Joueur          | Nationalité      | Équipe LNH               | Repêché de                        |
| ---- | --------------- | ---------------- | ------------------------ | --------------------------------- |
| 169  | Travis Richards | États-Unis       | North Stars du Minnesota | Armstrong H.S. (Minn.)            |
| 170  | Roger Åkerström | Suède            | Canucks de Vancouver     | Luleå HF (Elitserien)             |
| 171  | Dan Wiebe       | Canada           | Nordiques de Québec      | Université de l'Alberta (CIAU)    |
| 172  | Rob Gaudreau    | États-Unis       | Penguins de Pittsburgh   | Bishop Hendricken H.S. (RI)       |
| 173  | Shorty Forrest  | États-Unis       | Islanders de New York    | Huskies de St. Cloud State (NCAA) |
| 174  | Mike Delay      | États-Unis       | Maple Leafs de Toronto   | Canterbury H.S. (Conn.)           |
| 175  | Jim Larkin      | États-Unis       | Kings de Los Angeles     | Mt. St. Joseph H.S. (Vt.)         |
| 176  | Matt Hentges    | États-Unis       | Blackhawks de Chicago    | Edina H.S. (Minn.)                |
| 177  | Tony Twist      | Canada           | Blues de Saint-Louis     | Blades de Saskatoon (WHL)         |
| 178  | Mike Helber     | États-Unis       | Jets de Winnipeg         | Ann Arbor H.S. (Mich.)            |
| 179  | Mark Hirth      | États-Unis       | Whalers de Hartford      | Wolverines du Michigan (NCAA)     |
| 180  | Sergueï Svetlov | Union soviétique | Devils du New Jersey     | Dynamo Moscou (Superliga)         |
| 181  | Wade Flaherty   | Canada           | Sabres de Buffalo        | Cougars de Victoria (WHL)         |
| 182  | Brian Arthur    | Canada           | Flyers de Philadelphie   | Équipe Jr. B d'Etobicoke (Ont.)   |
| 183  | Petr Pavlas     | Tchécoslovaquie  | Capitals de Washington   | Dukla Trencin (Slovak)            |
| 184  | Jeff Blumer     | États-Unis       | Islanders de New York    | Collège St. Thomas (NCAA)         |
| 185  | Jody Praznik    | Canada           | Red Wings de Détroit     | Tigers de Colorado College (NCAA) |
| 186  | Jon Rohloff     | États-Unis       | Bruins de Boston         | Grand Rapids H.S. (Minn.)         |
| 187  | Tom Cole        | États-Unis       | Oilers d'Edmonton        | Woburn H.S. (Mass.)               |
| 188  | Harijs Vītoliņš | Union soviétique | Canadiens de Montréal    | Dinamo Riga (URSS)                |
| 189  | Brett Petersen  | États-Unis       | Flames de Calgary        | Équipe Jr. A de St. Paul (Minn.)  |

### 10etour
| Rang | Joueur             | Nationalité      | Équipe LNH               | Repêché de                             |
| ---- | ------------------ | ---------------- | ------------------------ | -------------------------------------- |
| 190  | Ari Matilainen     | Finlande         | North Stars du Minnesota | Ässät Pori (SM-liiga)                  |
| 191  | Paul Constantin    | Canada           | Canucks de Vancouver     | Équipe Jr. B de Burlington (Ont.)      |
| 192  | Mark Sorensen      | Canada           | Capitals de Washington   | Wolverines du Michigan (NCAA)          |
| 193  | Don Pancoe         | Canada           | Penguins de Pittsburgh   | Steelhawks d'Hamilton (OHL)            |
| 194  | Paul Cain          | Canada           | Rangers de New York      | Royals de Cornwall (OHL)               |
| 195  | David Sacco        | États-Unis       | Maple Leafs de Toronto   | Medford H.S. (Mass.)                   |
| 196  | Brad Hyatt         | Canada           | Kings de Los Angeles     | Spitfires de Windsor (OHL)             |
| 197  | Daniel Maurice     | Canada           | Blackhawks de Chicago    | Saguenéens de Chicoutimi (LHJMQ)       |
| 198  | Bret Hedican       | États-Unis       | Blues de Saint-Louis     | Équipe Jr. A de North St. Paul (Minn.) |
| 199  | Pavel Kostitchkine | Union soviétique | Jets de Winnipeg         | HK CSKA Moscou (Superliga)             |
| 200  | Wayde Bucsis       | Canada           | Whalers de Hartford      | Raiders de Prince Albert (WHL)         |
| 201  | Bob Woods          | Canada           | Devils du New Jersey     | Wheat Kings de Brandon (WHL)           |
| 202  | Eric Fenton        | États-Unis       | Rangers de New York      | Académie North Yarmouth (Maine)        |
| 203  | Jeff Dandreata     | États-Unis       | Flyers de Philadelphie   | Académie Cushing (Mass.)               |
| 204  | Claudio Scremin    | Canada           | Capitals de Washington   | Black Bears du Maine (NCAA)            |
| 205  | Jeffery Kampersal  | États-Unis       | Islanders de New York    | St. John's Prep [Mass H.S.]            |
| 206  | Glen Goodall       | Canada           | Red Wings de Détroit     | Thunderbirds de Seattle (WHL)          |
| 207  | Aleksandr Semak    | Union soviétique | Devils du New Jersey     | HK Dinamo Moscou (Superliga)           |
| 208  | Vladimir Zoubkov   | Union soviétique | Oilers d'Edmonton        | HK CSKA Moscou (Superliga)             |
| 209  | Yuri Krivokhija    | Union soviétique | Canadiens de Montréal    | Dinamo Minsk (Biélorussie)             |
| 210  | Guy Darveau        | Canada           | Flames de Calgary        | Tigres de Victoriaville (LHJMQ)        |

### 11etour
| Rang | Joueur            | Nationalité      | Équipe LNH               | Repêché de                              |
| ---- | ----------------- | ---------------- | ------------------------ | --------------------------------------- |
| 211  | Grant Bischoff    | États-Unis       | North Stars du Minnesota | Golden Gophers du Minnesota (NCAA)      |
| 212  | Chris Wolanin     | États-Unis       | Canucks de Vancouver     | Université de l'Illinois-Chicago (NCAA) |
| 213  | Alekseï Goussarov | Union soviétique | Nordiques de Québec      | HK CSKA Moscou (Superliga)              |
| 214  | Cory Laylin       | États-Unis       | Penguins de Pittsburgh   | St. Cloud Apollo H.S. (Minn.)           |
| 215  | Peter Fiorentino  | Canada           | Rangers de New York      | Greyhounds de Sault Ste. Marie (OHL)    |
| 216  | Mike Gregorio     | États-Unis       | Maple Leafs de Toronto   | Académie Cushing [Mass H.S.]            |
| 217  | Doug Laprade      | Canada           | Kings de Los Angeles     | Lakers de Lake Superior State (NCAA)    |
| 218  | Dirk Tenzer       | États-Unis       | Blackhawks de Chicago    | St. Paul’s H.S. (N.H.)                  |
| 219  | Heath DeBoer      | États-Unis       | Blues de Saint-Louis     | Spring Lake Park H.S. (Minn.)           |
| 220  | Kevin Heise       | Canada           | Jets de Winnipeg         | Hurricanes de Lethbridge (WHL)          |
| 221  | Rob White         | Canada           | Whalers de Hartford      | Saints de St. Lawrence (NCAA)           |
| 222  | Chuck Hughes      | États-Unis       | Devils du New Jersey     | Catholic Memorial H.S. (Mass.)          |
| 223  | Tom Nieman        | États-Unis       | Sabres de Buffalo        | Académie Choate (Conn.)                 |
| 224  | Scott Billey      | États-Unis       | Flyers de Philadelphie   | Équipe Jr. A de Madison (Wisc.)         |
| 225  | Chris Venkus      | États-Unis       | Capitals de Washington   | Broncos de Western Michigan (NCAA)      |
| 226  | Phil Neururer     | États-Unis       | Islanders de New York    | Osseo H.S. (Minn.)                      |
| 227  | Darren Colbourne  | Canada           | Red Wings de Détroit     | Royals de Cornwall (OHL)                |
| 228  | Eric Reisman      | États-Unis       | Bruins de Boston         | Buckeyes d'Ohio State (NCAA)            |
| 229  | Darin MacDonald   | Canada           | Oilers d'Edmonton        | Terriers de Boston (NCAA)               |
| 230  | Kevin Dahl        | Canada           | Canadiens de Montréal    | Falcons de Bowling Green (NCAA)         |
| 231  | Dave Tretowicz    | États-Unis       | Flames de Calgary        | Golden Knights de Clarkson (NCAA)       |

### 12etour
| Rang | Joueur            | Nationalité          | Équipe LNH               | Repêché de                     |
| ---- | ----------------- | -------------------- | ------------------------ | ------------------------------ |
| 232  | Trent Andison     | États-Unis           | North Stars du Minnesota | Big Red de Cornell (NCAA)      |
| 233  | Stefan Nilsson    | Suède                | Canucks de Vancouver     | Troja (Elitserien)             |
| 234  | Claude Lapointe   | Canada               | Nordiques de Québec      | Titan de Laval (LHJMQ)         |
| 235  | Darren Stolk      | Canada               | Penguins de Pittsburgh   | Broncos de Lethbridge (WHL)    |
| 236  | Keith Slifstein   | États-Unis           | Rangers de New York      | Académie Choate (Conn.)        |
| 237  | Peter DeBoer      | Canada               | Maple Leafs de Toronto   | Spitfires de Windsor (OHL)     |
| 238  | Joe Flanagan      | États-Unis           | Kings de Los Angeles     | Canterbury H.S. (Conn.)        |
| 239  | Andreas Lupzig    | Allemagne de l'Ouest | Blackhawks de Chicago    | Landshut EV (DEL)              |
| 240  | Mike Francis      | États-Unis           | Blues de Saint-Louis     | Crimson d'Harvard (NCAA)       |
| 241  | Kyle Galloway     | Canada               | Jets de Winnipeg         | Université du Manitoba (CIAU)  |
| 242  | Dan Slatalla      | États-Unis           | Whalers de Hartford      | Académie Deerfield (Mass.)     |
| 243  | Michael Pohl      | Allemagne de l'Ouest | Devils du New Jersey     | Rosenheim SB(DEL)              |
| 244  | Bobby Wallwork    | États-Unis           | Sabres de Buffalo        | Redhawks de Miami (NCAA)       |
| 245  | Dragomir Kadlec   | Tchécoslovaquie      | Flyers de Philadelphie   | Dukla Jihlava (Extraliga)      |
| 246  | Ron Pascucci      | États-Unis           | Capitals de Washington   | Belmont Hill H.S. (Mass.)      |
| 247  | Joe Capprini      | États-Unis           | Islanders de New York    | Collège Babson (NCAA)          |
| 248  | Don Stone         | États-Unis           | Red Wings de Détroit     | Wolverines du Michigan (NCAA)  |
| 249  | Doug Jones        | Canada               | Bruins de Boston         | Rangers de Kitchener (OHL)     |
| 250  | Tim Tisdale       | Canada               | Oilers d'Edmonton        | Broncos de Swift Current (WHL) |
| 251  | David Kunda       | Canada               | Canadiens de Montréal    | Université de Guelph (CIAU)    |
| 252  | Sergueï Priakhine | Union soviétique     | Flames de Calgary        | Krylia Sovetov (Superliga)     |

## Repêchage supplémentaire
| Rang | Joueur          | Nationalité | Équipe LNH               | Repêché de                           |
| ---- | --------------- | ----------- | ------------------------ | ------------------------------------ |
| 1    | Mike McHugh     | États-Unis  | North Stars du Minnesota | Black Bears du Maine (NCAA)          |
| 2    | Andy Gribble    | Canada      | Canucks de Vancouver     | Falcons de Bowling Green (NCAA)      |
| 3    | Phil Berger     | États-Unis  | Nordiques de Québec      | Wildcats de Northern Michigan (NCAA) |
| 4    | Paul Polillo    | Canada      | Penguins de Pittsburgh   | Broncos de Western Michigan (NCAA)   |
| 5    | Mike Hurlbut    | États-Unis  | Rangers de New York      | Saints de St. Lawrence (NCAA)        |
| 6    | Dave Schofield  | États-Unis  | North Stars du Minnesota | Warriors de Merrimack (NCAA)         |
| 7    | Steve McKichan  | Canada      | Canucks de Vancouver     | Redhawks de Miami (NCAA)             |
| 8    | Jamie Baker     | Canada      | Nordiques de Québec      | Saints de St. Lawrence (NCAA)        |
| 9    | Shawn Lillie    | Canada      | Penguins de Pittsburgh   | Raiders de Colgate (NCAA)            |
| 10   | Ron Lecinskas   | États-Unis  | Rangers de New York      | Collège de Salem State (NCAA)        |
| 11   | Dean Anderson   | Canada      | Maple Leafs de Toronto   | Badgers du Wisconsin (NCAA)          |
| 12   | Sean Fitzgerald | États-Unis  | Kings de Los Angeles     | SUNY-Oswego (NCAA)                   |
| 13   | Todd Wolf       | États-Unis  | Blackhawks de Chicago    | Raiders de Colgate (NCAA)            |
| 14   | Mike McNeill    | États-Unis  | Blues de Saint-Louis     | Fighting Irish de Notre Dame (NCAA)  |
| 15   | Mike O'Neill    | Canada      | Jets de Winnipeg         | Bulldogs de Yale (NCAA)              |
| 16   | Todd Krygier    | États-Unis  | Whalers de Hartford      | Huskies du Connecticut (NCAA)        |
| 17   | Tim Budy        | Canada      | Devils du New Jersey     | Tigers de Colorado College (NCAA)    |
| 18   | Clark Davies    | Canada      | Sabres de Buffalo        | Bulldogs de Ferris State (NCAA)      |
| 19   | Paul Connell    | États-Unis  | Flyers de Philadelphie   | Falcons de Bowling Green (NCAA)      |
| 20   | Harry Mews      | Canada      | Capitals de Washington   | Huskies de Northeastern (NCAA)       |
| 21   | Doug Melnyk     | Canada      | Islanders de New York    | Broncos de Western Michigan (NCAA)   |
| 22   | Gary Shuchuk    | Canada      | Red Wings de Détroit     | Badgers du Wisconsin (NCAA)          |
| 23   | Chris Harvey    | États-Unis  | Bruins de Boston         | Bears de Brown (NCAA)                |
| 24   | Brian Dowd      | Canada      | Oilers d'Edmonton        | Huskies de Northeastern (NCAA)       |
| 25   | Peter Fish      | États-Unis  | Canadiens de Montréal    | Terriers de Boston (NCAA)            |
| 26   | Jerry Tarrant   | États-Unis  | Flames de Calgary        | Catamounts du Vermont (NCAA)         |